# Tudor Dixon
Tudor Dixon (de soltera Makary; 5 de mayo de 1977) es una empresaria, comentarista política y política conservadora estadounidense. Afiliada al Partido Republicano, fue candidata para gobernadora de Míchigan en las elecciones de 2022.

## Primeros años y educación
Dixon creció en Naperville, Illinois, siendo hija de Vaughn Makary († 2022) y Catherine Makary.
Se graduó de Naperville Central High School en 1995. Recibió una licenciatura en artes con especialización en psicología de la Universidad de Kentucky en 1998. En la década de 2000, se mudó a Muskegon, en el oeste de Míchigan.

## Carrera
Antes de su carrera en los medios, Dixon era ejecutiva en la fundición de acero de su padre. Actuó brevemente a finales de la década de 2000 y principios de la de 2010, apareciendo en la serie web de vampiros Transitions: The Series y en la película de terror de bajo presupuesto Buddy BeBop vs the Living Dead. En 2017, Dixon cofundó Lumen Student News, un sitio de noticias que producía lecciones de tendencia conservadora para estudiantes de primaria.
En 2018, se convirtió en comentarista conservadora, presentando el programa semanal America's Voice Live en Real America's Voice, un canal de noticias y opinión en streaming.

### Elección para gobernador de Míchigan de 2022
En mayo de 2021, Dixon anunció su candidatura para convertirse en la candidata del Partido Republicano a gobernadora de Michigan en las elecciones de 2022, buscando desafiar a la gobernadora demócrata Gretchen Whitmer. En un debate primario republicano de julio de 2022, Dixon prometió lealtad a Trump.
Trump respaldó a Dixon después de que la exsecretaria de Educación de Trump, Betsy DeVos, le escribiera una carta al expresidente, pidiéndole que apoyara a Dixon, a quien DeVos calificó como «la única que puede estar cara a cara con Whitmer». En agosto de 2022, Dixon ganó las primarias republicanas.
Finalmente, Dixon perdió contra Whitmer, obteniendo el 44% y el 54% de los votos, respectivamente.

## Posiciones ideológicas

### Aborto
Dixon es provida. Apoya la prohibición de todos los causales de abortos, incluso por violación o incesto. Además, asegura que la organización Planned Parenthood, la mayor proveedora de prácticas de aborto, tiene como objetivo controlar a la población negra.

### Educación
Dixon planea fundar Cuentas de Ahorro para la Educación, que pueden contener fondos para que los estudiantes los usen en varias opciones de escuelas. Con el fin de establecer Cuentas de Ahorro para la Educación, ha pedido la derogación de la disposición constitucional del estado que prohíbe la financiación pública de las escuelas privadas.
Dixon propuso una ley que prohibiría a los maestros hablar sobre orientación sexual o identidad de género con estudiantes de K-3. Pidió la renuncia del líder del Departamento de Educación de Míchigan debido a los materiales de capacitación LGBT, afirmando que «nuestras escuelas son laboratorios para sus experimentos sociales y nuestros niños son sus ratas de laboratorio».
En junio de 2022, Dixon habló a favor de un proyecto de ley que prohibiría los espectáculos de drag queens en las escuelas públicas y permitiría a los padres y tutores demandar a las escuelas que organizaran dichos espectáculos.

### Política fiscal
Dixon apoya los recortes de impuestos, especialmente poniendo fin al impuesto sobre la renta fija del estado del 4,25%, que constituye una sexta parte del presupuesto total del estado. Dixon se comprometió a no recortar la financiación de la policía.
Dixon ha criticado a Gretchen Whitmer por su orden de cerrar el oleoducto de la Línea 5, argumentando que el cierre solo conducirá a un aumento en los precios de la energía.

### Política de votación
Dixon apoya la iniciativa de identificación de votantes de Michigan.

## Vida personal
Dixon está casada con Aaron William Dixon, un controlador financiero, con quien tiene cuatro hijas.
Ella es una sobreviviente de cáncer de mama, diagnosticada en 2015.

## Resultados electorales

### Gobernadora de Míchigan
|  | 39,69 % |

|  | 43,94 % |